# Domari jezik
Domari jezik (srednjoistočni romski, bliskoistočni ciganski, dom, domra magu hiya; ISO 639-3: rmt), jezik domske podskupine indoiranskih jezika kojim govore romske skupine kolektivno nazivani Srednjoistočni Cigani ili Dom (Domari), podijeljenih na nekoliko skupina, Ghorbati, Nawari, Luli ili Lyuli.
Domarski ima cijeli niz dijalekata koji se govore u Iranu, Egiptu, Indiji, Iraku, Izraelu, Jordanu, Libiji, Alžiru, Maroku, Afganistanu, Turskoj i Palestini, to su: kurbati (ghorbati; Sirija, Iran), qinati, yürük, koli, karachi (Turska, Kavkaz, Rusija), luli (Uzbekistan), maznoug (Uzbekistan), nawar (ghagar; Palestina, Sirija, Egipat), churi-wali (Afganistan), helebi (Egipat, Libija), domaki (Indija), wogri-boli (Indija), barake (Sirija), beirutski (beirut), nablos. 
Nije razumljiv jezicima ostalih Roma.

## Vanjske poveznice
- Ethnologue (14th)
- Ethnologue (15th)